# Primus (bière)
Pour les articles homonymes, voir Primus.
 (octobre 2020).
Si vous disposez d'ouvrages ou d'articles de référence ou si vous connaissez des sites web de qualité traitant du thème abordé ici, merci de compléter l'article en donnant les références utiles à sa vérifiabilité et en les liant à la section « Notes et références ».
Primus est le nom adopté par diverses marques de bières de différents pays :

## En Afrique

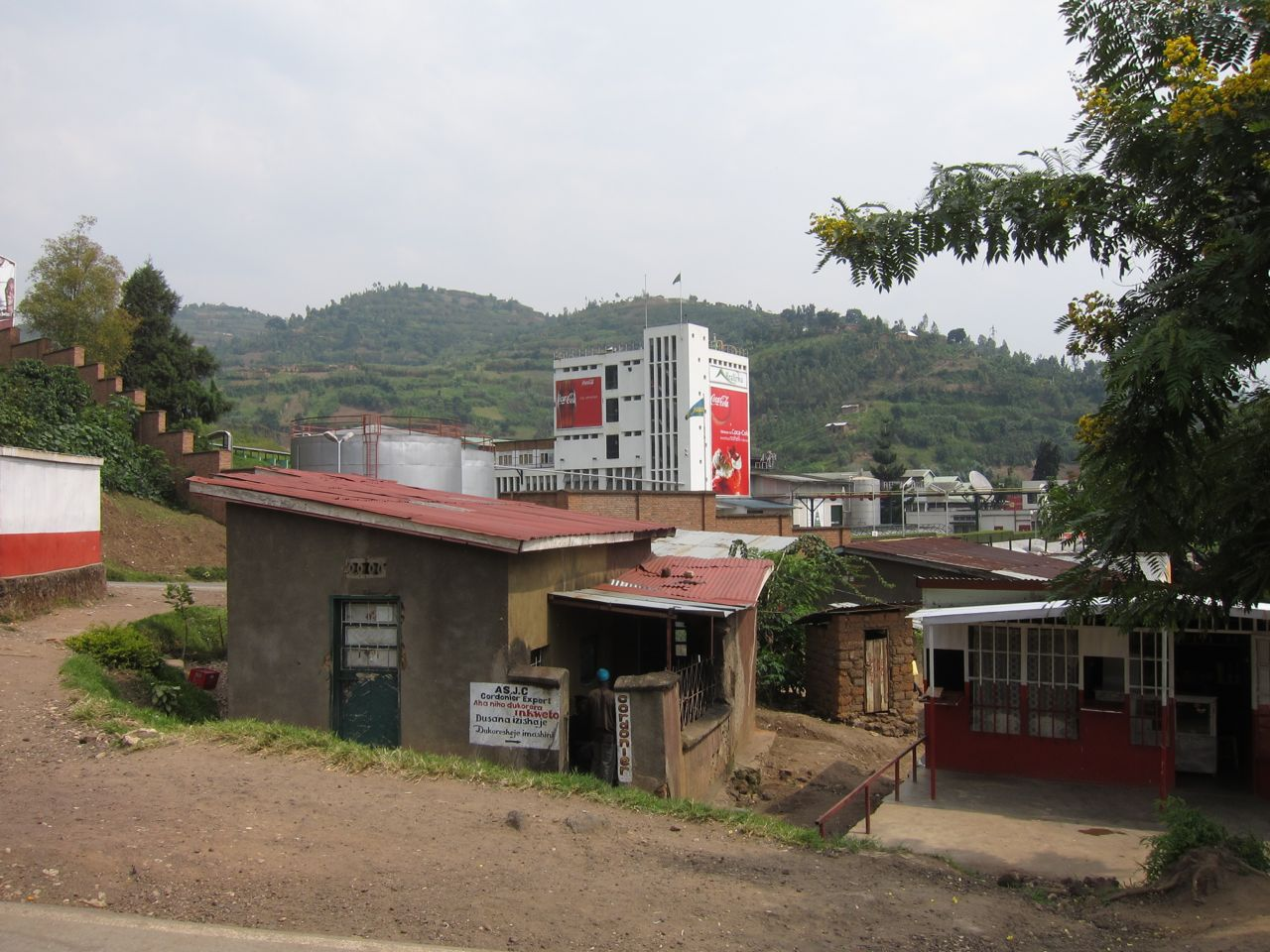
Brasserie Bralirwa à Gisenyi (Rwanda)

C'est une bière pils brassée et consommée dans quatre pays d'Afrique centrale, sous licence du groupe Heineken. 
Elle titrerait légèrement plus qu'en Tchéquie, à 5 %. La Primus est brassée en République démocratique du Congo (depuis 1926, par la Bralima), en République du Congo (par Brasco), au Burundi (par la Brarudi) et au Rwanda (par la Bralirwa).

## Belgique

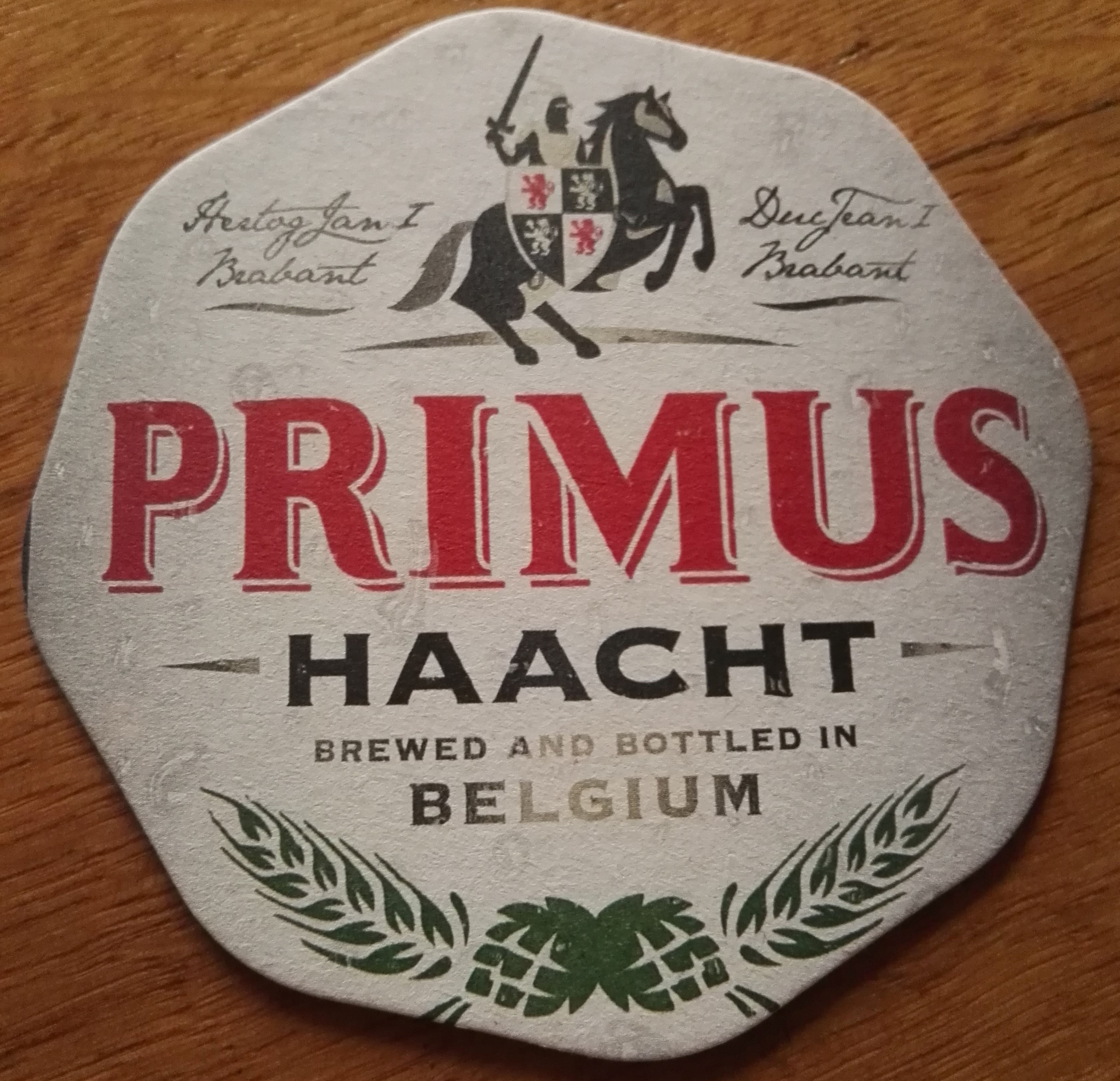
Sous-bock de la marque Primus.

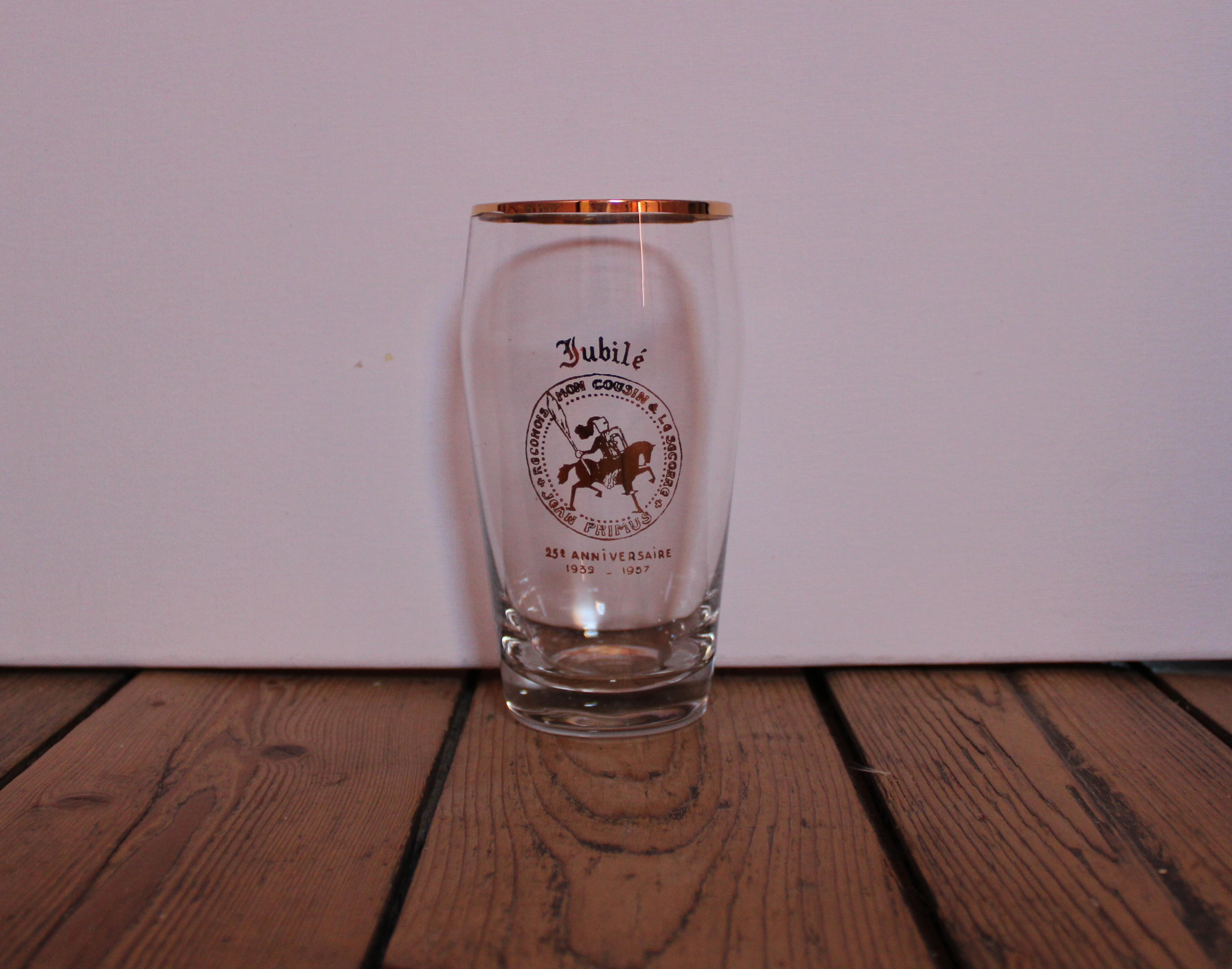
Vieux verre à bière Jubilé Jean Primus 25e anniversaire 1932-1957.

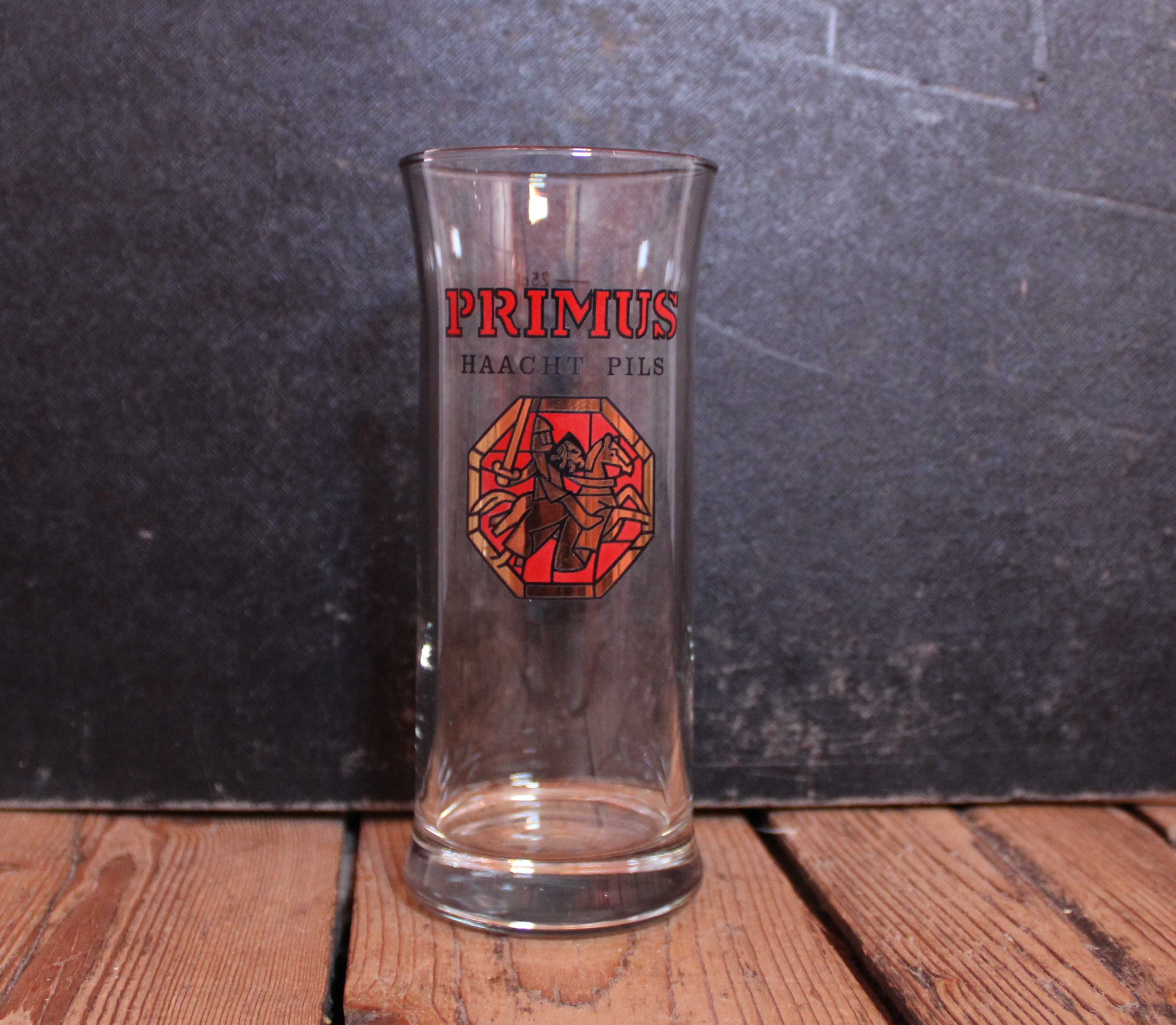
Autre modèle de verre Primus Haacht pils.

La Primus une bière belge de basse fermentation, brassée par la brasserie N.V. Brouwerij Haacht S.A dans la province du Brabant flamand à Boortmeerbeek. Elle fut baptisée Primus en 1975 en l'honneur de Jean Primus Ier, Duc de Brabant.
Il s'agit d'une bière blonde de type pils premium avec un degré d'alcool de 5,2 %. Le terme premium est garant d'une qualité légèrement supérieure à celle des autres bières pils. La Primus est reconnue comme produit du terroir du Brabant flamand.

## Tchéquie
C'est une sous-marque bon marché de la Pilsner Urquell. C'est une bière blonde pils titrant 4,2 % vol. 